# Aleksandrs Beļavskis
Aleksandrs Beļavskis, ros. Александр Иосифович Белявский - Aleksandr Iosifowicz Bielawski (ur. 17 stycznia 1971 w Witebsku, Białoruska SRR) – łotewski hokeista, reprezentant Łotwy, olimpijczyk. Trener hokejowy.

## Kariera zawodnicza
- Dinamo Ryga (1981–1991)
- IF Björklöven (1991–1994)
- Västra Frölunda HC (1994–1995)
- IF Björklöven (1995–2003)

W dekadzie lat 80. występował w barwach Dinama Ryga w lidze radzieckiej. Po upadku ZSRR przez ponad 10 lat grał w Szwecji.
W barwach Łotwy uczestniczył w turniejach mistrzostw świata 1994, 1995, 1996 (Grupa B), 1997, 1998, 1999 (Grupa A), 2000, 2001, 2002 (Elita) oraz zimowych igrzysk olimpijskich 2002 (ekipa łotewska 2002).

## Kariera trenerska
- Reprezentacja Łotwy (2003/2004), asystent trenera
- IF Björklöven J20 (2004–2005), główny trener
- IF Björklöven (2005–2006), główny trener
- Nyköpings HK (2007–2008), główny trener
- MODO Hockey J20 (2008–2010), główny trener
- Mołot-Prikamje Perm (2010), główny trener
- Vännäs HC (2010–2012), główny trener
- Dynama–Szynnik Bobrujsk (2012–2014, 2015–2016), główny trener
- Reprezentacja Łotwy (2014/2015), główny trener
- Reprezentacja Białorusi do lat 20 (2015/2016), główny trener
- IF Björklöven J20 (2016–2017), główny trener
- Podhale Nowy Targ (2017–2018), główny trener
- Junost' Mińsk (2021), asystent trenera
- Kułagier Pietropawłowsk (2021–2022), główny trener
- Podhale Nowy Targ (2022–2023), główny trener

Po zakończeniu kariery zawodniczej został trenerem hokejowym. Początkowo był asystentem w seniorskiej kadrze narodowej, później pracował głównie z drużynami szwedzkimi. Przez trzy sezony prowadził białoruski zespół w juniorskiej rosyjskiej MHL. Był głównym trenerem seniorskiej reprezentacji Łotwy podczas mistrzostw świata Elity 2015, a także szkoleniowcem juniorskiej kadry Białorusi podczas mistrzostw świata juniorów do lat 20 w MŚ 2016 Elity. 4 grudnia 2017 został głównym trenerem Podhala Nowy Targ w Polskiego Hokej Lidze edycji 2017/2018. Po pierwszym meczu półfinałowym sezonu  został odsunięty przez władze klubu od prowadzenia zespołu, a obowiązki głównego trenera przejął dotychczasowy asystent Andriej Parfionow. W styczniu 2021 wszedł do sztabu trenerskiego Junosti Mińsk, a odszedł stamtąd w czerwcu 2021. Wówczas został głównym trenerem kazachskiego Kułagiera Pietropawłowsk i pozostawał na stanowisku do marca 2022. W połowie listopada 2022 został ogłoszony ponownie szkoleniowcem Podhala.  Na początku nowego sezonu 15 września 2023 ogłoszono jego zwolnienie.

## Sukcesy i rekordy
Reprezentacyjne
- Awans do Grupy A mistrzostw świata: 1996 z Łotwą

Klubowe
- Srebrny medal mistrzostw ZSRR: 1988 z Dinamem Ryga
- Złoty medal drugiej ligi szwedzkiej: 1998, 2000, 2002 z IF Björklöven
- Awans do Elitserien: 1993, 1998, 2000 z IF Björklöven

Indywidualne
- Mistrzostwa Świata w Hokeju na Lodzie 1995#Grupa B:
  - Pierwsze miejsce w klasyfikacji strzelców turnieju: 9 goli
- Allsvenskan 2001/2002:
  - Pierwsze miejsce w klasyfikacji asystentów: 44 asysty
  - Pierwsze miejsce w klasyfikacji kanadyjskiej: 72 punkty

Wyróżnienia
- Numer 9, z którym występował w zespole IF Björklöven, został zastrzeżony przez władze tego klubu dla zawodników drużyny.

Szkoleniowe
- Brązowy medal MHL: 2016 z Dinamem Sankt Petersburg
- Złoty medal mistrzostw Białorusi: 2021 z Junostią Mińsk